# ピンポンダッシュ
ピンポンダッシュ (英語で Ding Dong Dash、Ding Dong Ditch、Ring and Run、Door Bell Ditch
など) とは、他人の家屋の呼び鈴を鳴らして逃げる犯罪行為である。空き巣やストーカーなど犯罪行為にかかわる事前調査として、在宅・不在の確認手段に利用される場合もある。
名称の由来は、「ピンポーン」と呼び鈴を押して、「ダッシュ」で逃げることにある。「ピン逃げ」や「押し逃げ」、「ピンポン逃げ」、「サイレンダッシュ」、また単に「ピンポン」と呼ばれることもある。
また、この意味から派生して、宅配便業者の配達員が、捌き切れない量の荷物を持ち出して多忙を極めている時に、配達員が配達先の呼び鈴を鳴らしてから、住人が出て来るまで十分に待たずに不在票を置いて荷物を持ち帰るサボタージュ行為の事を揶揄してピンポンダッシュと言うこともある。悪質な事例では、先に不在票を入れ、呼び鈴を鳴らし、直ちに荷物を持ち帰り立ち去ると言う事例も報告されている。
2020年度のイグ・ノーベル賞では、カシミール地方の領有権をめぐって対立するインドとパキスタンの外交官が、嫌がらせにピンポンダッシュの嫌がらせを応酬したことに対し、平和賞を授与した。

## 内容
主に小学生くらいの子供が行うことが多い。ピンポンダッシュをした少年が銃で撃たれたという事例もアメリカで存在する。
狙う家屋の選別については、人通りが少なく、曲がり角の付近であったり、マンションやアパートの場合、玄関が階段やエレベーターに近い場所にあるとより狙われやすくなる。庭が極端に広く、呼び鈴を押された後に中から人が出てくるまでの時間が遅れそうな場所も狙われやすくなる。
人がいそうな家を狙って呼び鈴を押す。もし家主がいた場合、見つかれば叱られる他、学校や家族、警察に連絡されることもある。
呼び鈴を押した後、すぐに逃げずに反応を見る者もいる。
近年は、テレビモニター付きインターホン・ホームセキュリティの普及等により、減少傾向にある。

## 防止策
- テレビモニター付きインターホンにする
- 素早く出る
- インターホンをドア側に移す
- ホームセキュリティを導入する
- 警察に通報する
- 出ていかない。居留守を使う

近年は呼び鈴は玄関前に付けられる事が多く、このいたずらは困難になっている。

## 法律上の見解
ピンポンダッシュは子供が悪戯として行なう場合が大半である。少年法の都合から小学生は罪に問えないため、犯罪行為にはあたらないと思われがちであるが、この行為は住人の生活を侵害するれっきとした犯罪行為である。各自治体の定める条例や犯行頻度など、状況にもよるが、過去には18歳の少年が「平穏を害する行為」として書類送検された事例もある。罪刑としては、「押し掛け行為」の他、住居侵入罪、迷惑防止条例違反などが考えられる。また、深夜にこの行為を繰り返すことで住人の安眠を妨害し、身体に著しい悪影響を及ぼしたと認められる場合は傷害罪が適用される可能性もある。2022年7月には高校生グループが逮捕される事例が発生した。